# René Rillon
René Rillon (9 de maio de 1892 — 13 de outubro de 1956) foi um ciclista francês que participou dos Jogos Olímpicos de Verão de 1912 em Estocolmo, terminando em décimo lugar no contrarrelógio por equipes.